# Umzumbe (gmina)
Umzumbe – gmina w Republice Południowej Afryki, w prowincji KwaZulu-Natal, w dystrykcie Ugu. Siedzibą administracyjną gminy jest Hibberdene.